# Forte Airolo

Legende: unten Forte, oben Foppahügel, 1 Verbindungstunnel zum Südportal, 2 Blockhaus, 3 Hilfstunnel für Bau, 4 Bahntunnel

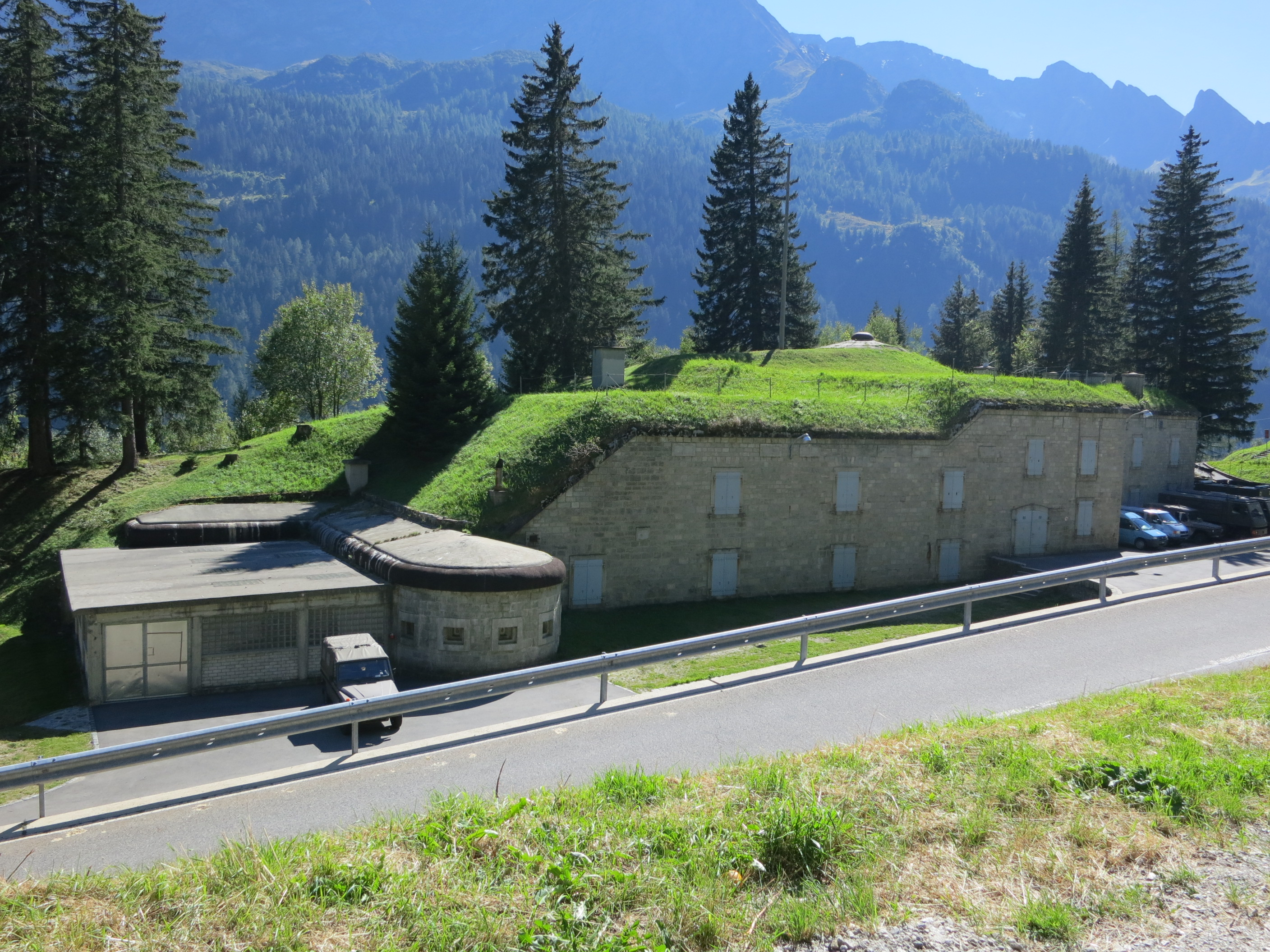
Infanteriewaffenanlage Foppahügel

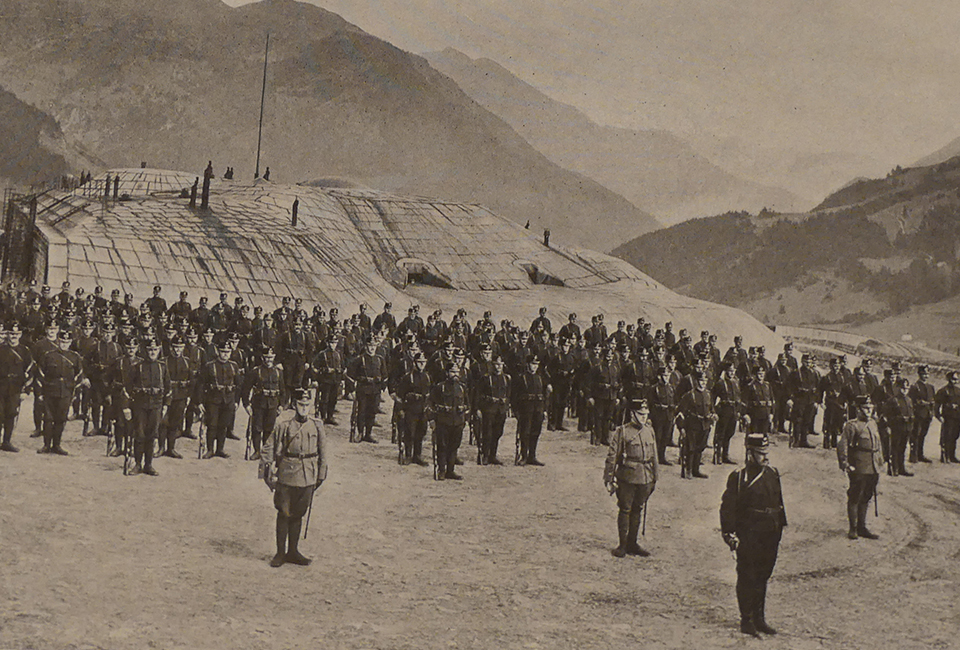
Festungsartilleriekompanie 1, 1916

Das Forte di Airolo, früher Forte Fondo del Bosco, gehört zusammen mit dem Fort Hospiz zu den ehemals bedeutenden Werken der schweizerischen Landesverteidigung. Es liegt in der Schweiz im Kanton Tessin auf 1300 m ü. M. oberhalb des Ortes Airolo am Südportal der Gotthardbahn und der Gotthardstrasse. Das 1889 in Betrieb genommene Fort wurde 1947 als Kampfanlage aufgehoben und 1989 teilweise in ein Museum umgewandelt. Teile des Forts werden weiterhin vom schweizerischen Militär benutzt und die Anlage befindet sich in einem militärischen Sperrgebiet.

## Geschichte
Die Verteidigungsanlage wurde 1887 bis 1890 erbaut und galt in der damaligen Zeit unter anderem aufgrund ihrer Granitabdeckung und den neuesten vorgehaltenen Waffensystemen (Zwillingsgeschütz, Kugelmörser, Fahrpanzer der Grusonwerk AG Buckau usw.) als eine der modernsten Festungen Europas. Es ist die best erhaltene Festung aus dieser Epoche in ganz Europa.
Als sich abzeichnete, dass die seit 1887 in Bau befindliche Anlage nicht rechtzeitig fertig werden könnte, um bei einem Angriff den Kessel von Airolo zu schützen, beschloss man ein provisorisches Werk oberhalb des Forte Airolo auf Motto Bartola zu erstellen. 1888 wurde mit dem Bau begonnen, der im Sommer 1890 abgeschlossen werden konnte, im gleichen Jahr wie das Forte Airolo.
Später wurde mit einem Stollen die Verbindung zum Eingang des Eisenbahntunnels und der dortigen Sicherungsanlage erstellt und das Werk mit den Aussenanlagen Flankiergalerie Stuei mit zwei 8.4 cm Kanonen Modell 1879 und armierte Infanteriewaffenanlagen auf dem Foppahügel – zum besseren Schutz des Forte Airolo – erweitert.
Die veraltete Festung wurde 1947 als Reduit-Kampfanlage aufgehoben. Sie diente bis 1953 als Schulfestung, anschliessend wurde die Mehrzahl der Geschütze und Lafetten demontiert und eingeschmolzen.
Die Aufgabe wurde von der Festung Foppa Grande übernommen.
Der Unterkunftstrakt wird heute von der Schweizer Armee als Kaserne benutzt, während der ehemalige Kampftrakt seit 1989 ein Museum ist.

## Auftrag und Werk
Das Fort hatte die Aufgabe, den 1882 eröffneten Gotthardtunnel, die Gotthardstrasse und die Strasse ins Val Bedretto zu schützen.
Die Festung wurde nach den neuesten technischen Erkenntnissen der damaligen Zeit aus ganz Europa erstellt: Der Plan stammte vom Bündner Daniel Freiherr von Salis-Soglio, der damals österreichisch-ungarischer Generalgenieinspektor war, die Steinmetze waren vorwiegend Italiener, der Stahl für den Zwillingspanzerturm kam aus Böhmen (heute Teil Tschechiens), die Waffen wurden in Deutschland hergestellt, während die Belgier für die Anordnung der Geschütze zuständig waren. 
Das dreistöckige Werk umfasst einen Kampf- und Unterkunftstrakt und Flankiergalerien. Es ist ins Gelände eingebaut, von einem mit drei Kaponnieren gesicherten Graben umgeben und mit ein Meter hohen Granitquadern überdeckt. Speziell fester Granit musste aus der Gegend von Faido und Lavorgo zuerst mit der Bahn und dann mit Saumtieren herbeigeschafft werden. Die runde Architektur erforderte eine aufwändige Steinmetzarbeit, bei der fast kein Stein dem anderen gleicht. Die Baukosten betrugen rund 1.5 Millionen Franken.
Ein 1 km langer Stollen führt vom Werk direkt zum Eingang des Gotthard-Bahntunnels. Dadurch wäre es möglich gewesen, das südliche Tunnelportal zu schliessen und das Fort von Norden her über den Bahntunnel zu versorgen.

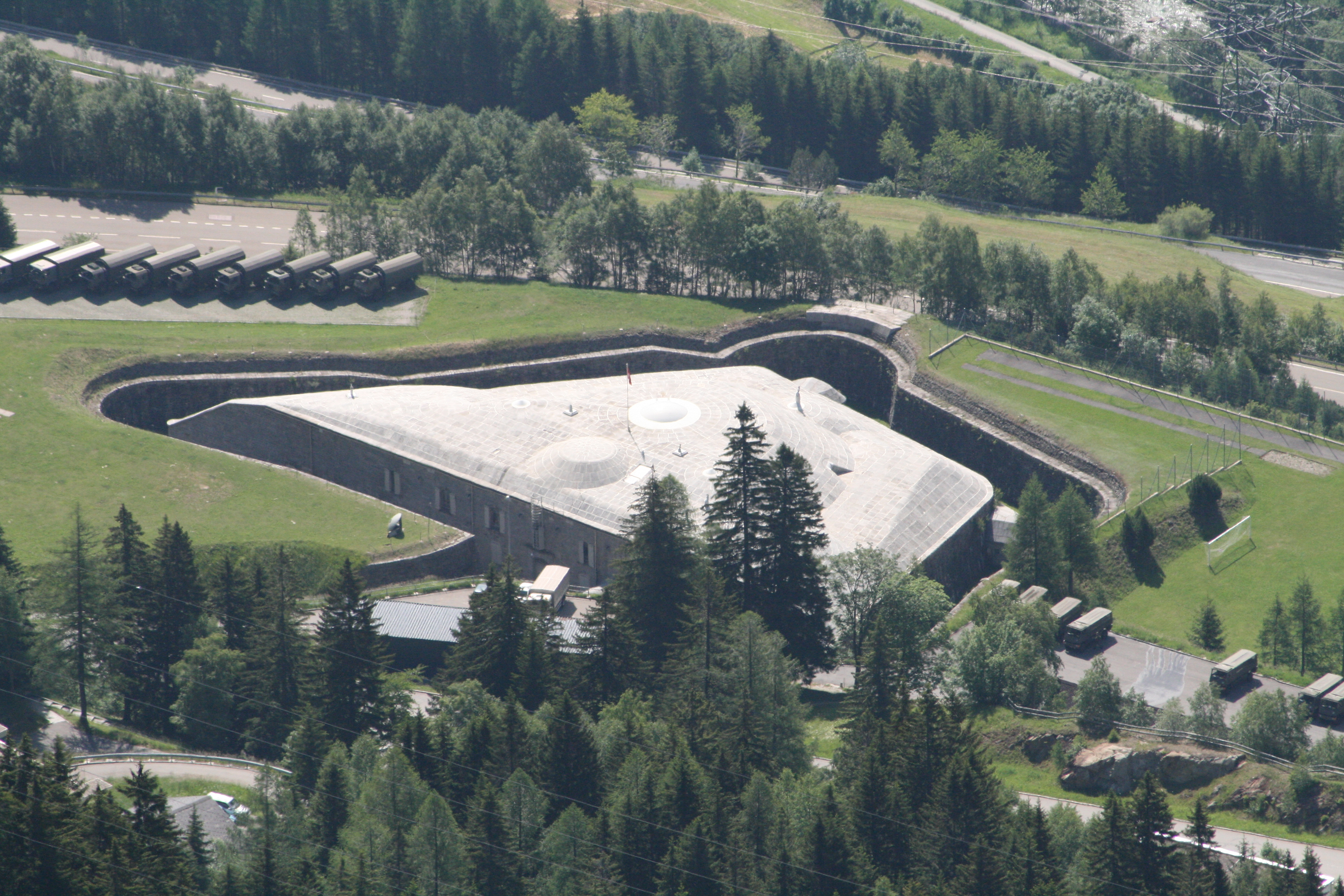
Sicht von der Gotthardpassstrasse
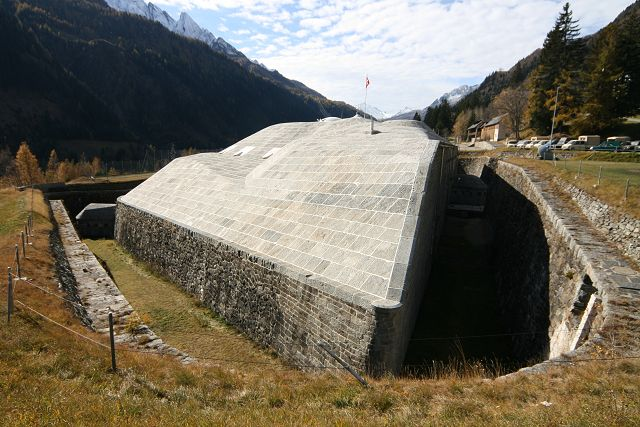
Granitabdeckung und Graben
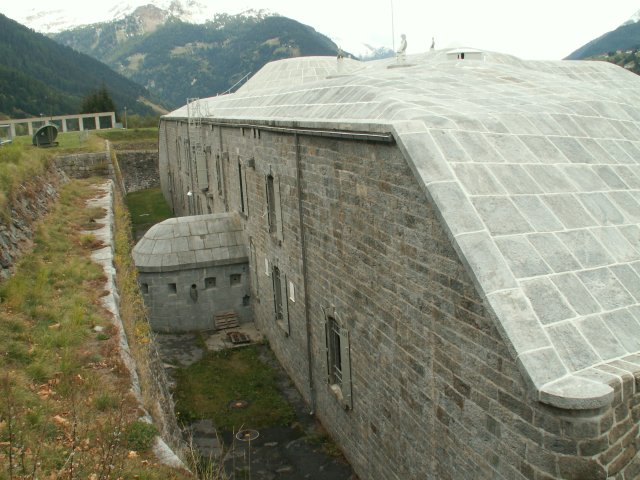
Graben mit einer der drei Kaponnieren
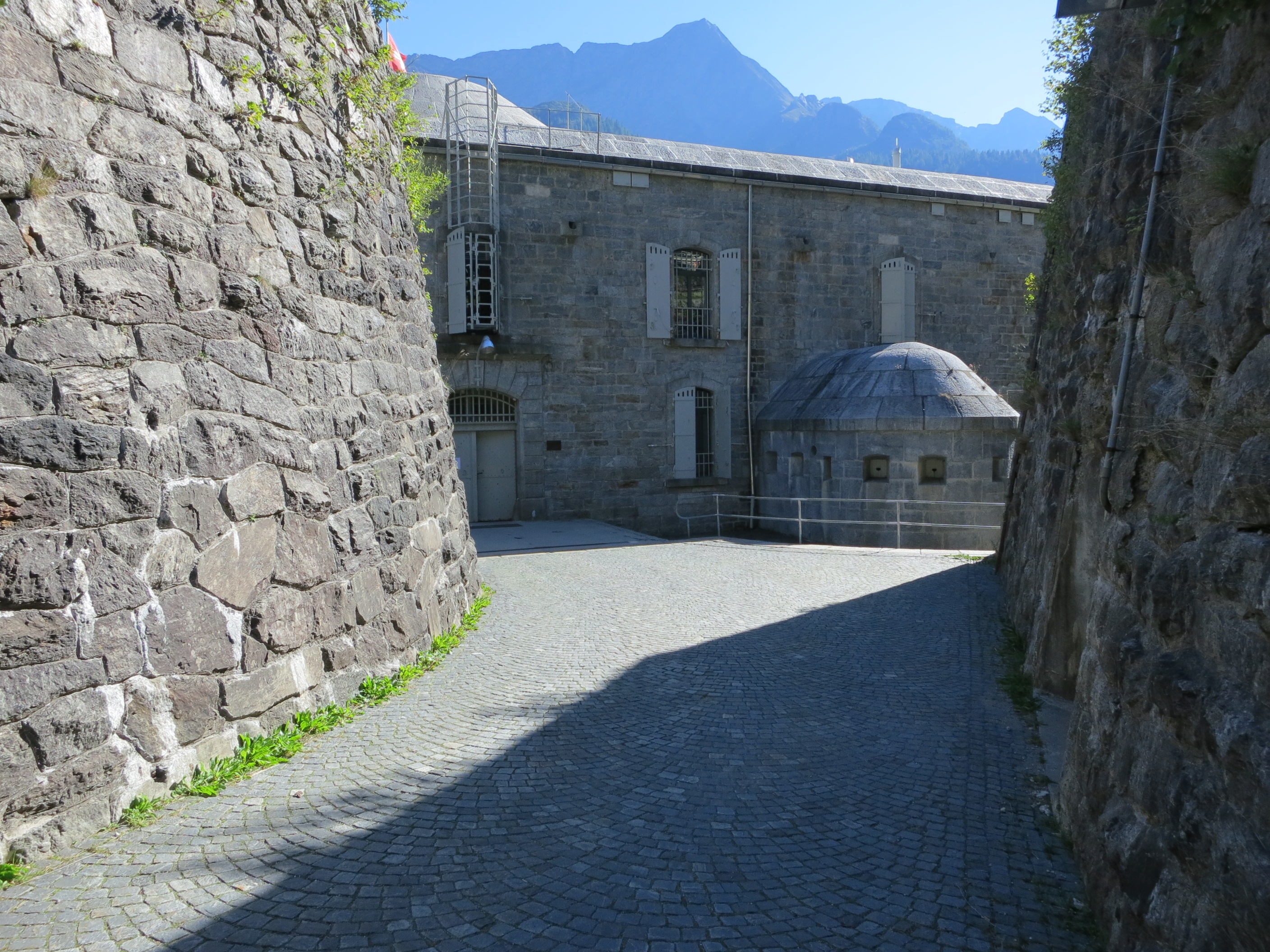
Eingangsbereich
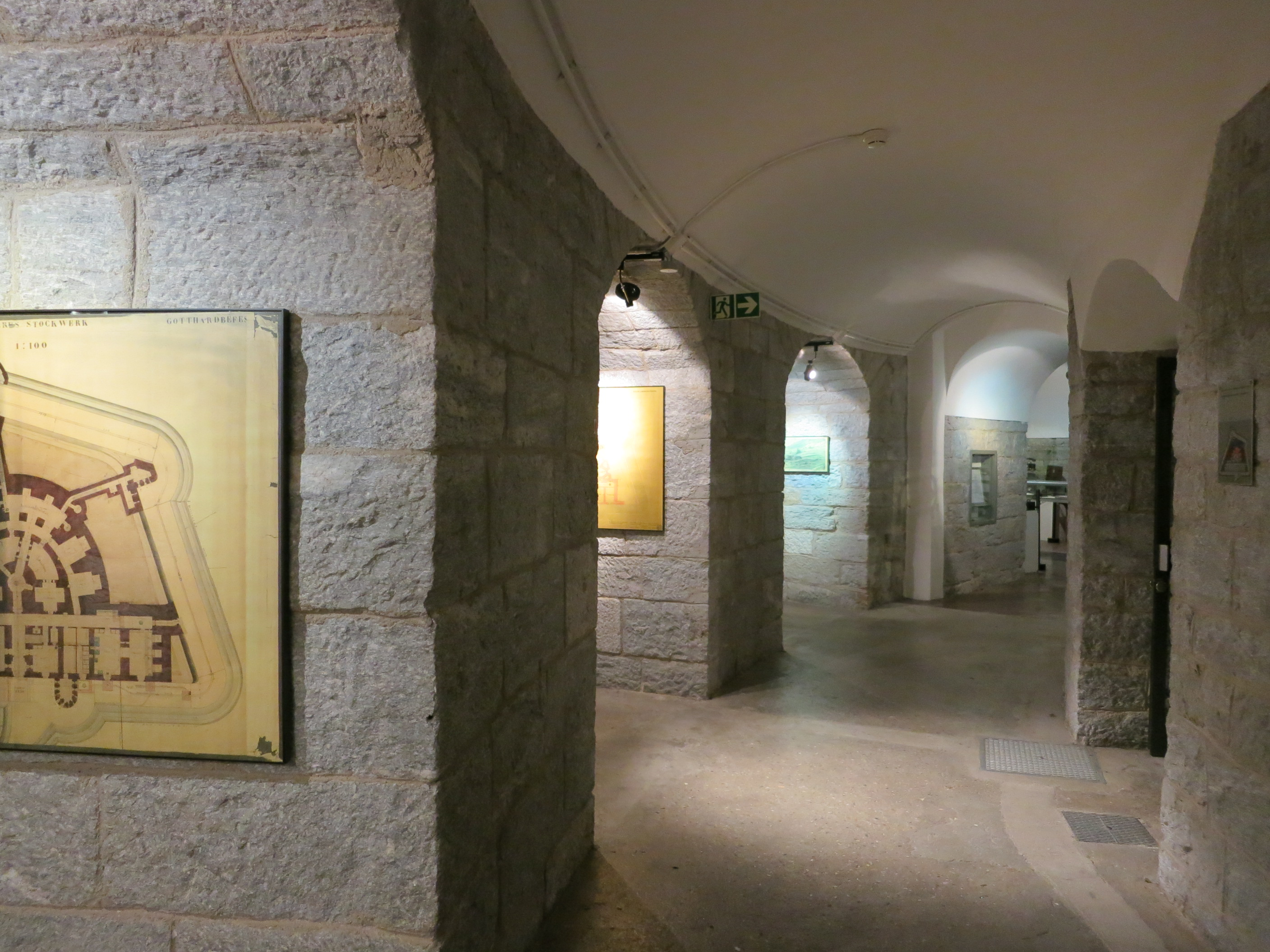
Munitionsmagazine im Untergeschoss
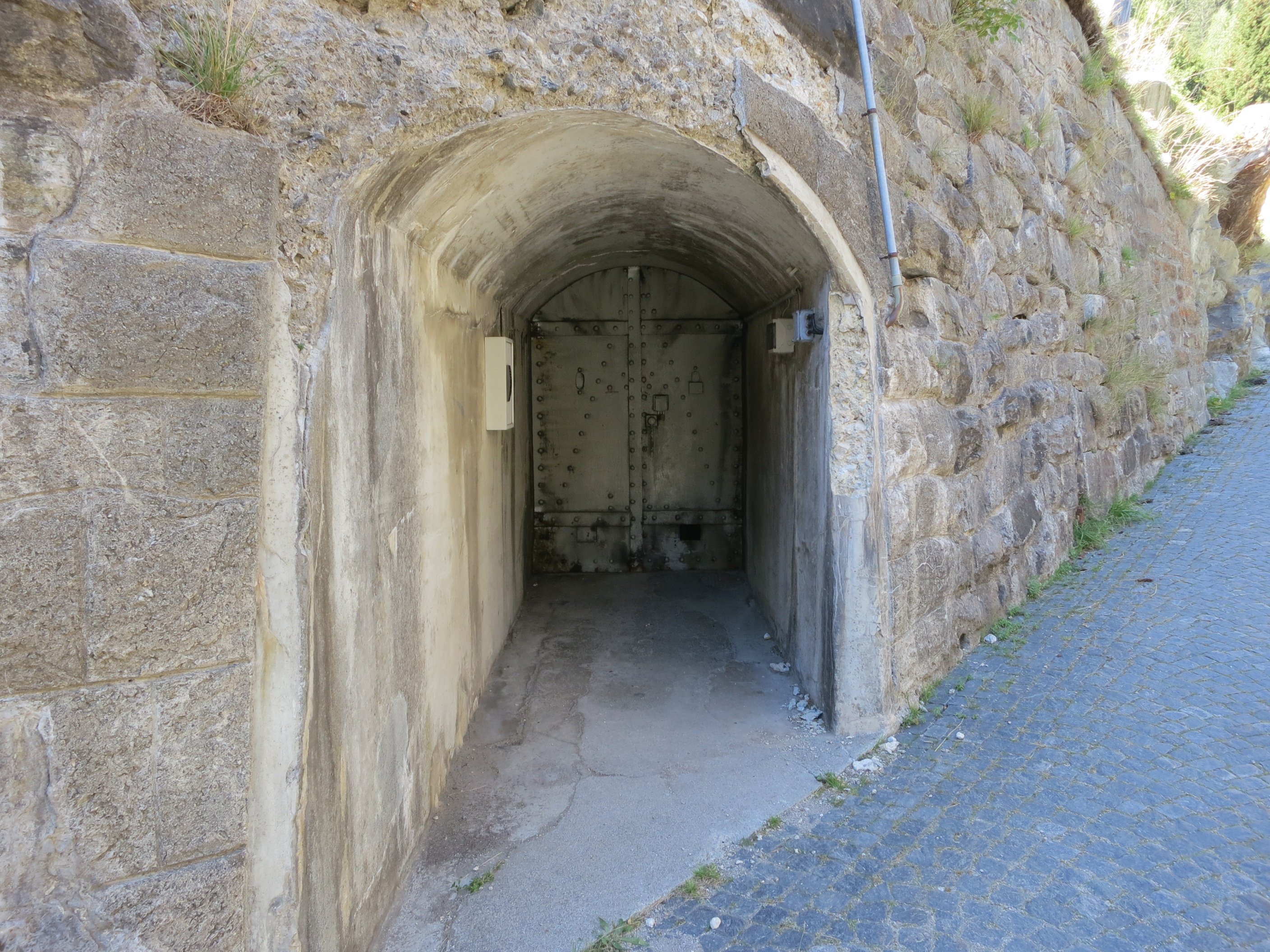
Eingang des Verbindungstunnels zum Südportal

## Bewaffnung
Die Erstbewaffnung bestand aus zwei 12 cm Ringrohrkanonen Modell 1882 in einem gemeinsamen Panzerturm des Systems Gruson, zwei 12 cm Kugelmörsern Modell 1888 Gruson in einem Panzerstand, fünf 8.4 cm Ringrohrkanonen Modell 1880, wovon drei Richtung Leventina und zwei Richtung Bedrettotal (Passo San Giacomo) zeigten, vier 5.3 cm Schnellfeuerkanonen 1887 in Versenk-Panzertürmen (Fahrpanzer), zwölf 8.4 cm Bronzekanonen Modell 1871 in den drei Kaponnieren  und drei Beobachtungspanzertürmchen. 1901 wurden die beiden Kugelmörser durch zwei 12 cm Panzerhaubitzen Modell 1891 ersetzt.

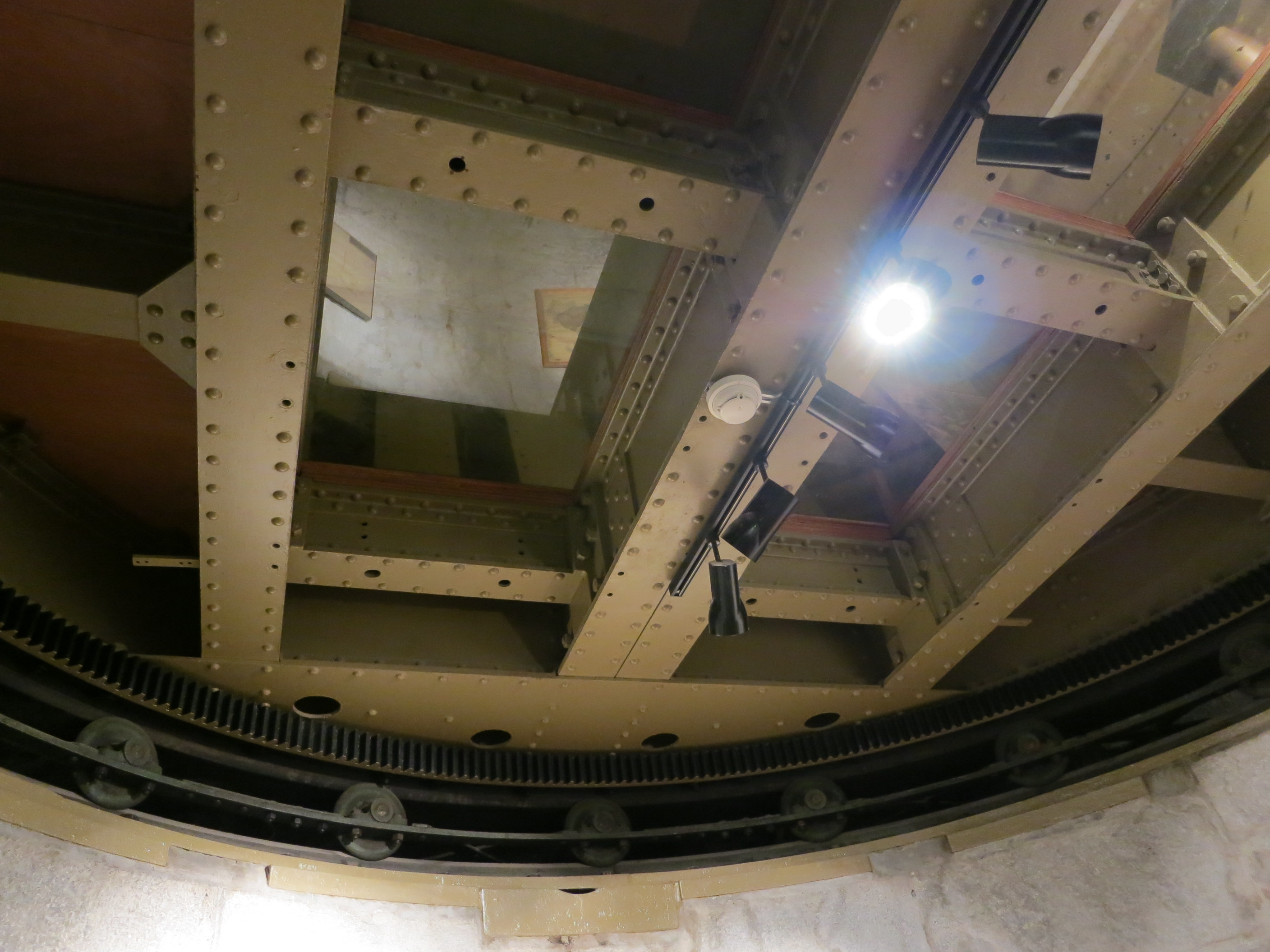
12 cm Zwillingsringrohrkanonen Modell 1882, Panzerturm vom Richterraum aus gesehen
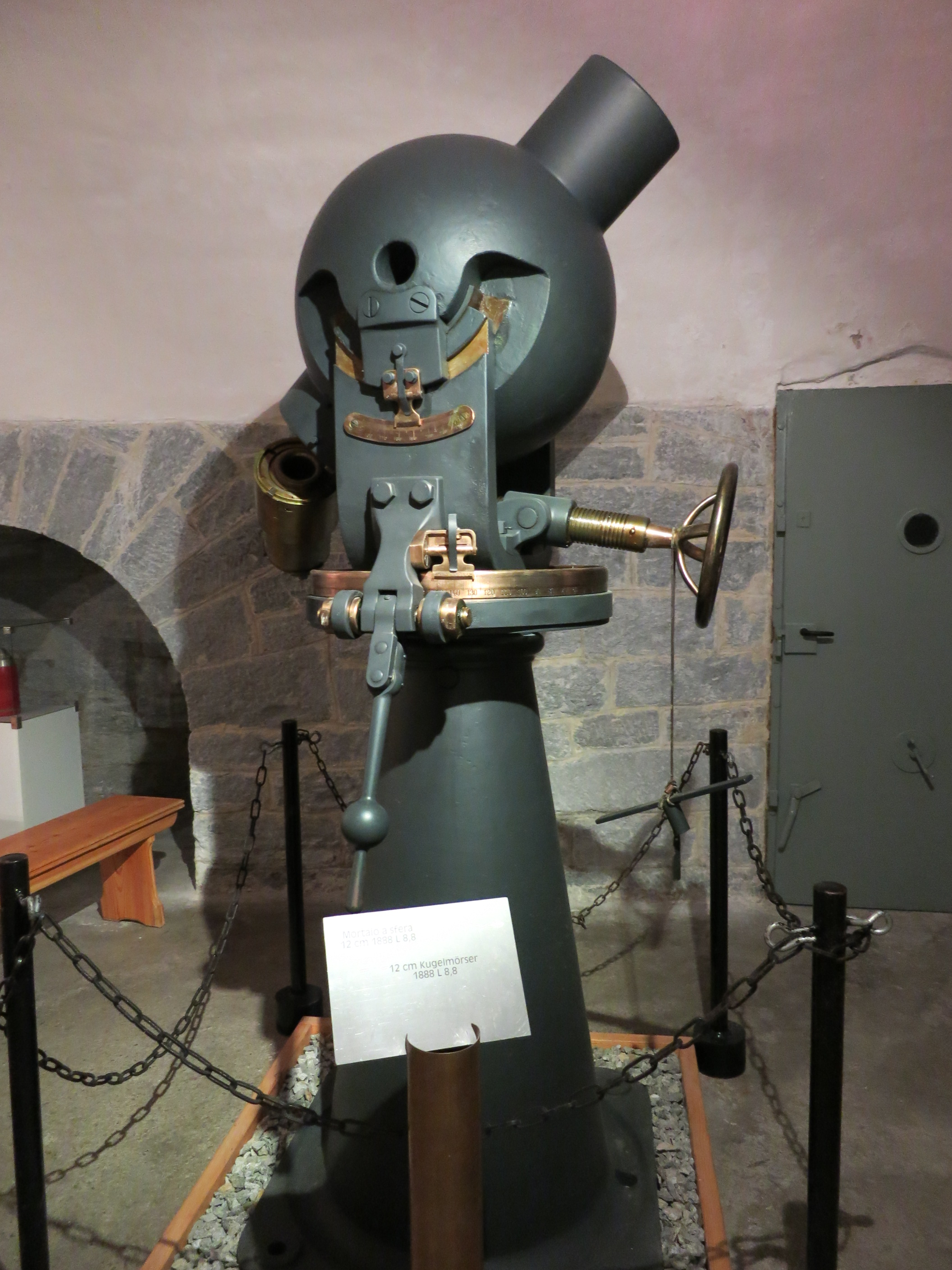
12 cm Kugelmörser Grusonwerk 1888 Nr. 3
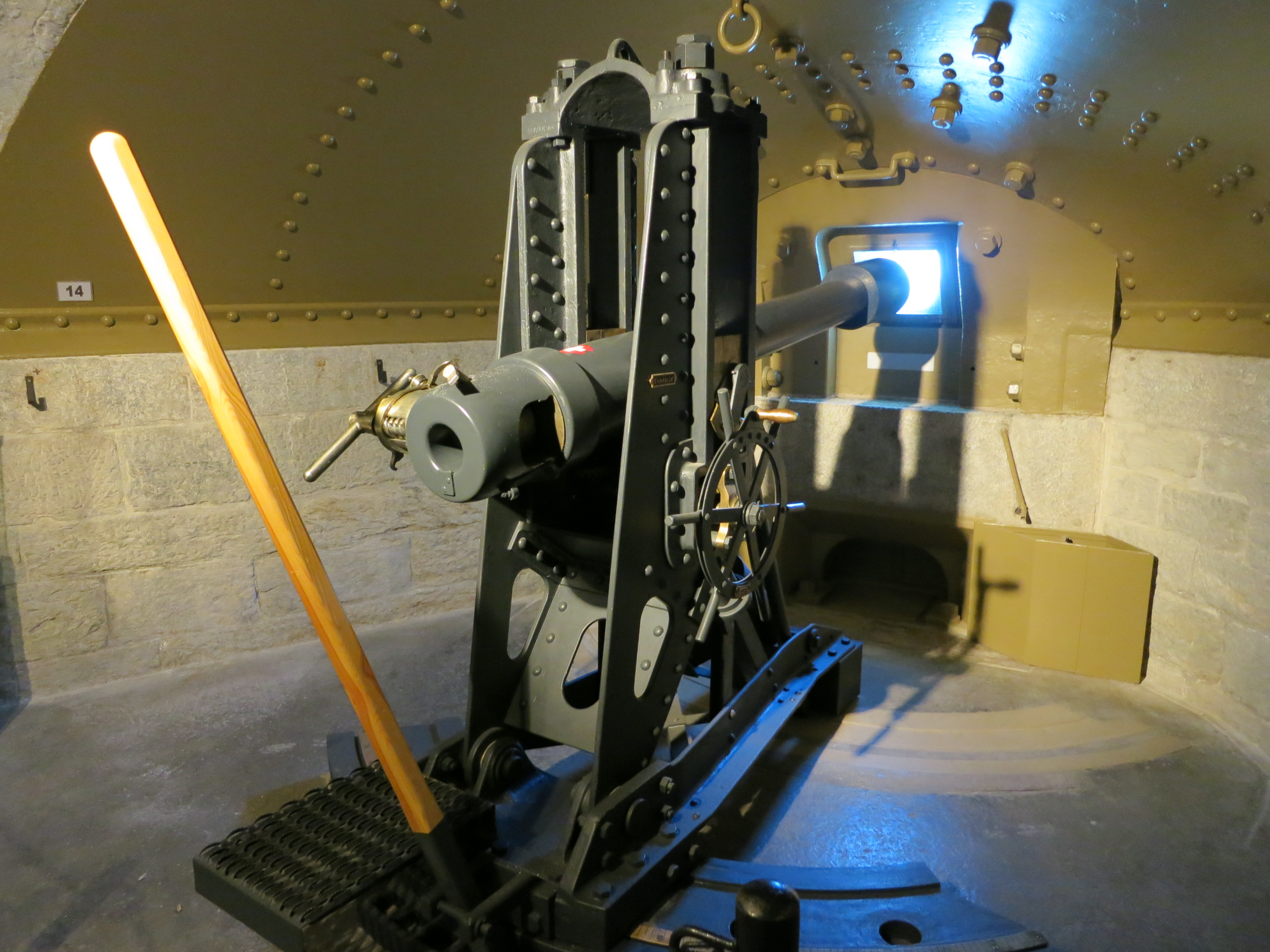
8.4 cm Ringrohrkanone Modell 1880
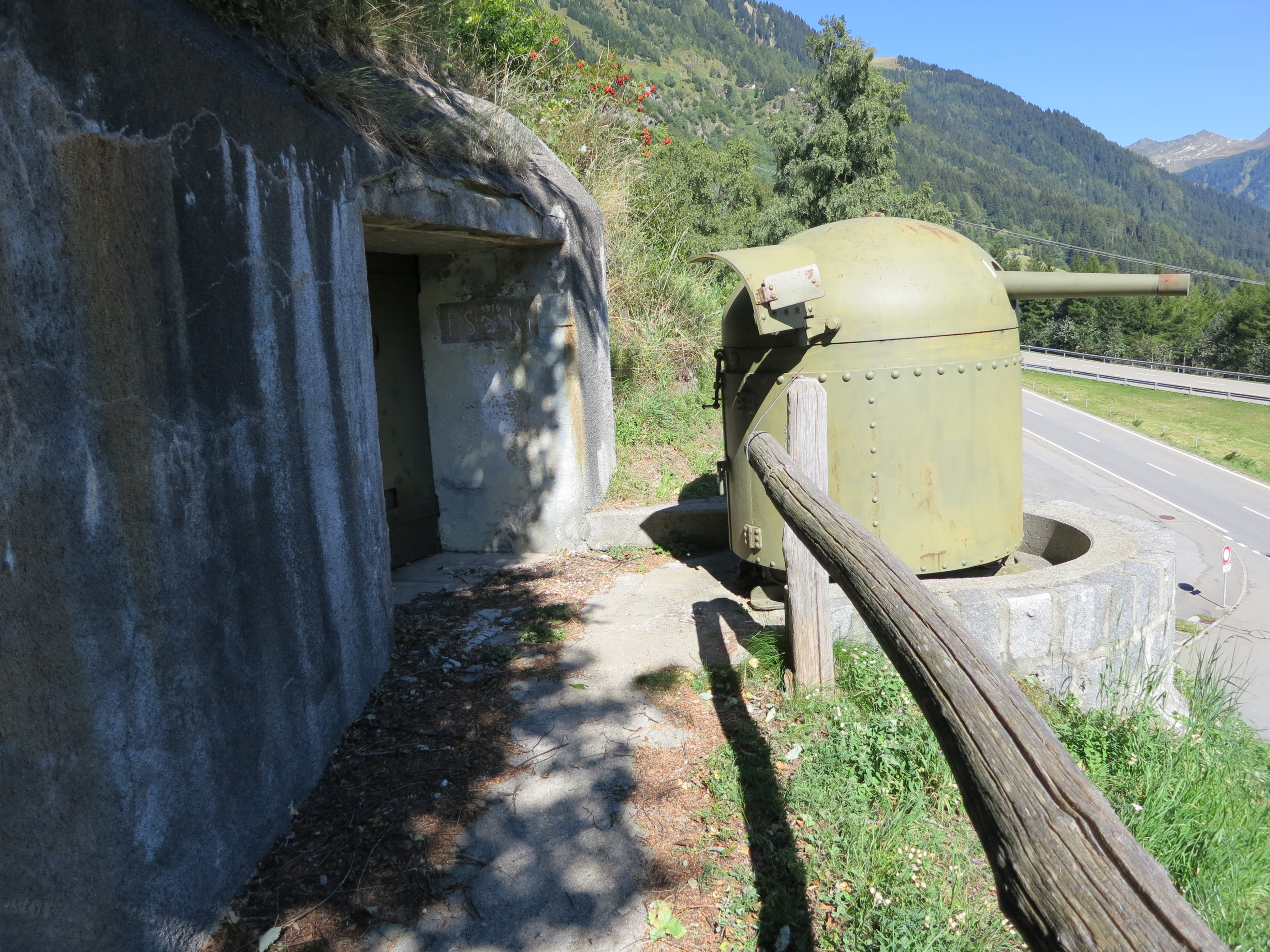
verschiebbarer 5.3 cm Fahrpanzer
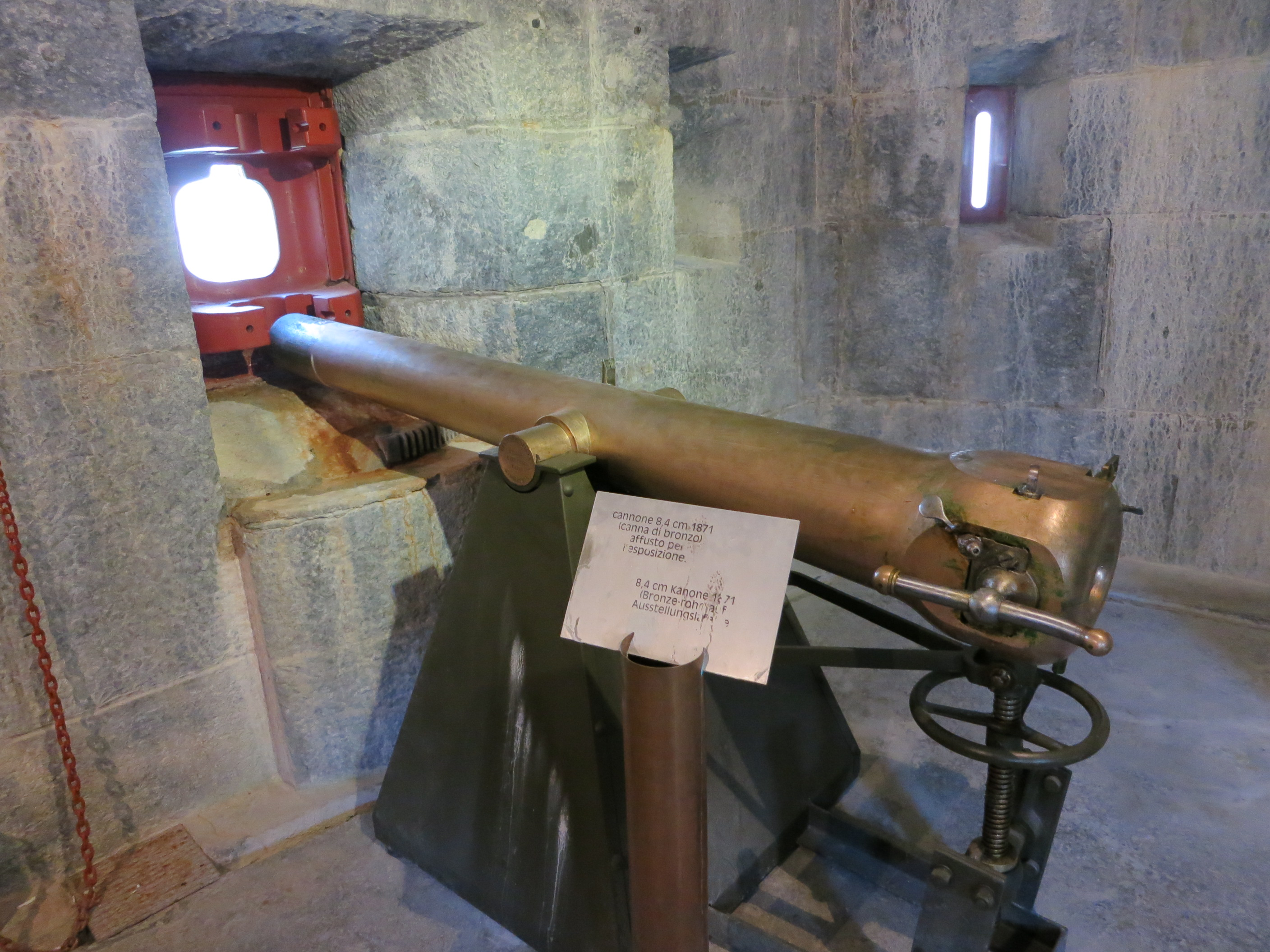
8.4 cm Bronzekanone Modell 1871 in der Kaponniere
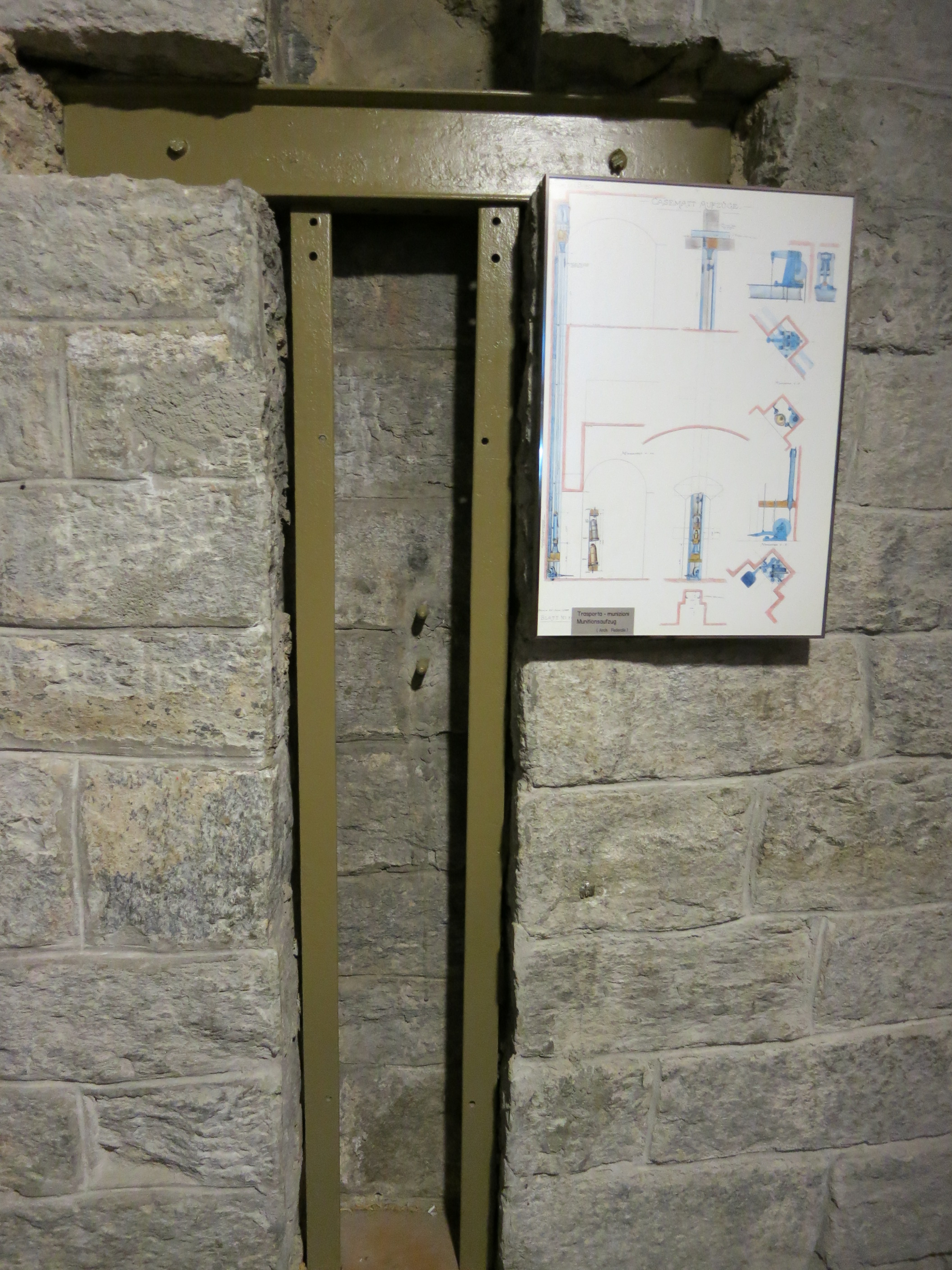
ehemaliger Munitionsaufzug von den Munitionsmagazinen in die Geschützräume

## Festungsmuseum
Die Gedenkanlässe zur Mobilmachung gaben den Anstoss im Kampftrakt ein Festungsmuseum zu eröffnen. Dank der Hilfe von Aktivdienstveteranen der Festungsartilleriekompanie 16, der Festungsbrigade 23 und Angehörigen des Festungswachtkorps konnte das Museum 1989 eröffnet und 1999 erweitert werden. Von aussen präsentiert sich dieses einmalige Baudenkmal weitgehend wie bei seiner Inbetriebnahme vor über 100 Jahren. Im Innern finden sich bemerkenswerte Steinmetzarbeiten. Die Ausstellungsobjekte sind Festungs- und mobile Geschütze, Panzerabwehrwaffen, Maschinengewehre, Fliegerabwehrwaffen, Waffen für die Aussenverteidigung, Handfeuerwaffen und Geräte aus der Zeit des Ersten und Zweiten Weltkrieges.

## Sperrstelle Südportal
Zur Verteidigung des Eisenbahn- und des späteren Autobahntunnels bei Airolo bestand neben dem Blockhaus (Armeebezeichnung A 8309) eine ganze Anlage mit rund vierzig Objekten, die mit unterirdischen Gängen und dem Verbindungstunnel zum Forte Airolo versehen waren. Im Lawinenwinter 1951 konnten sich Bewohner des von Lawinen verschütteten Airolo durch den Tunnel in der damals noch geheimen Festung in Sicherheit bringen.
1886–1887 wurde das erste Verteidigungssystem für den 1882 eröffneten Bahntunnel erstellt. Für den Bau des „Wachhauses“ und die Minenkammer musste der Südausgang verlängert und zur Sprengung für den Kriegsfall vorbereitet werden. In der verlängerten Tunnelröhre baute man ein Gitter- und ein Panzertor ein. Diese konnten von der Flankiergalerie in der östlichen Tunnelwand aus durch zwei Scharten mit 8.4 cm Kanonen auf Rollschemel unter Feuer genommen werden. Oberhalb der heutigen Strasse ist die Aussenstation „Blockhaus“, die über eine Treppe mit dem Wachhaus beim Tunneleingang verbunden ist. 

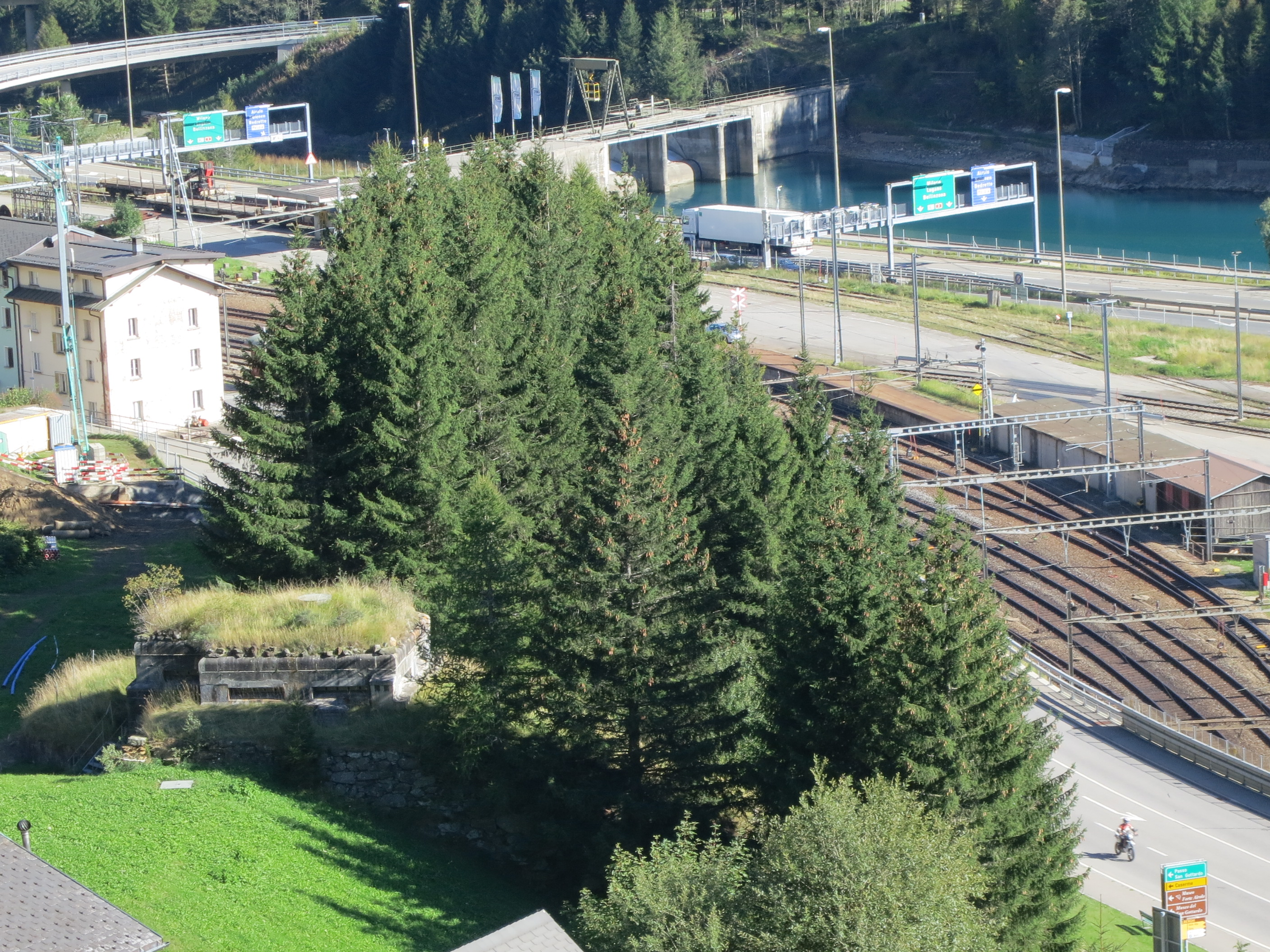
Blockhaus über dem Südportal der Gotthardbahn
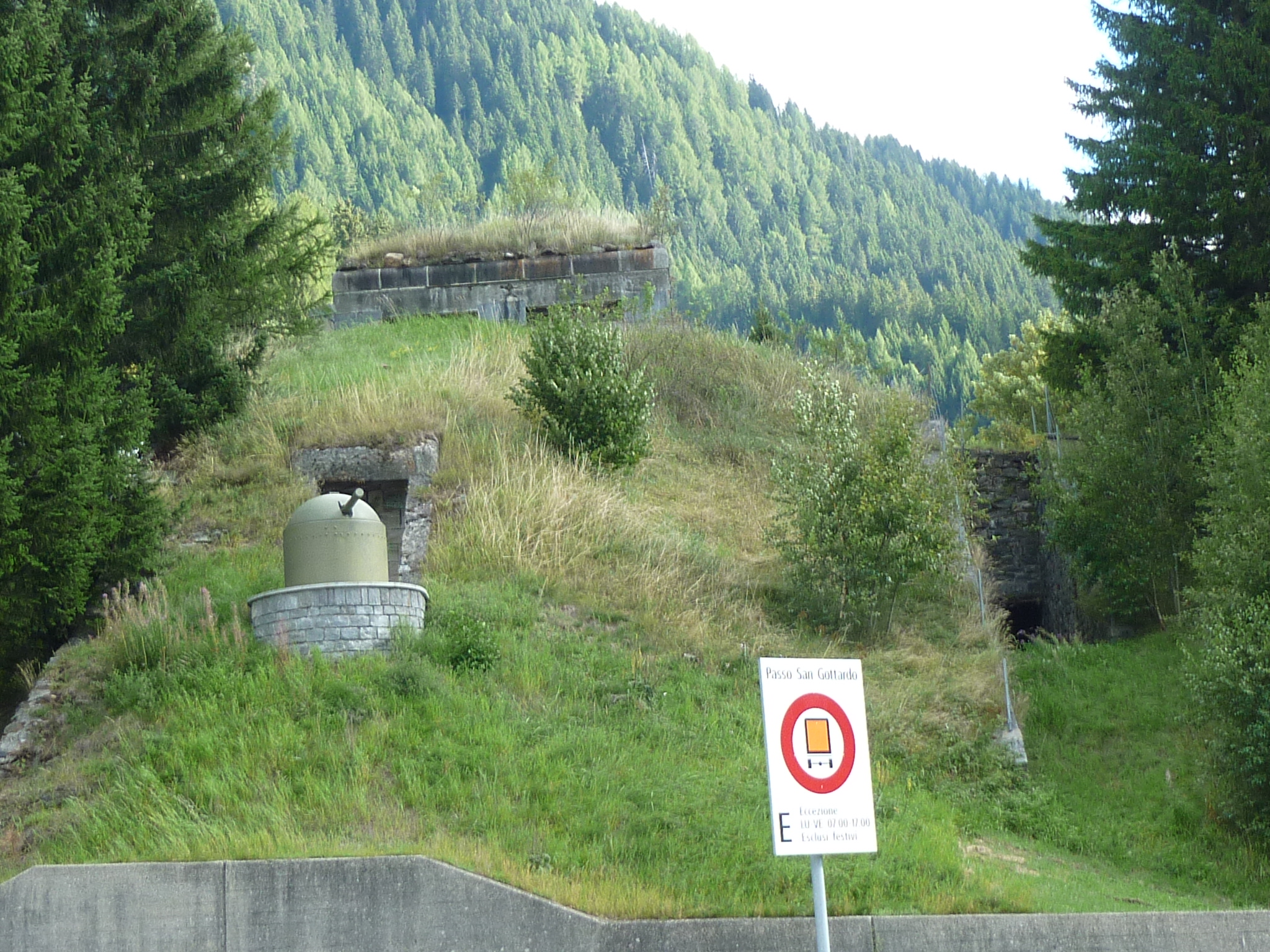
Blockhaus mit Fahrpanzer
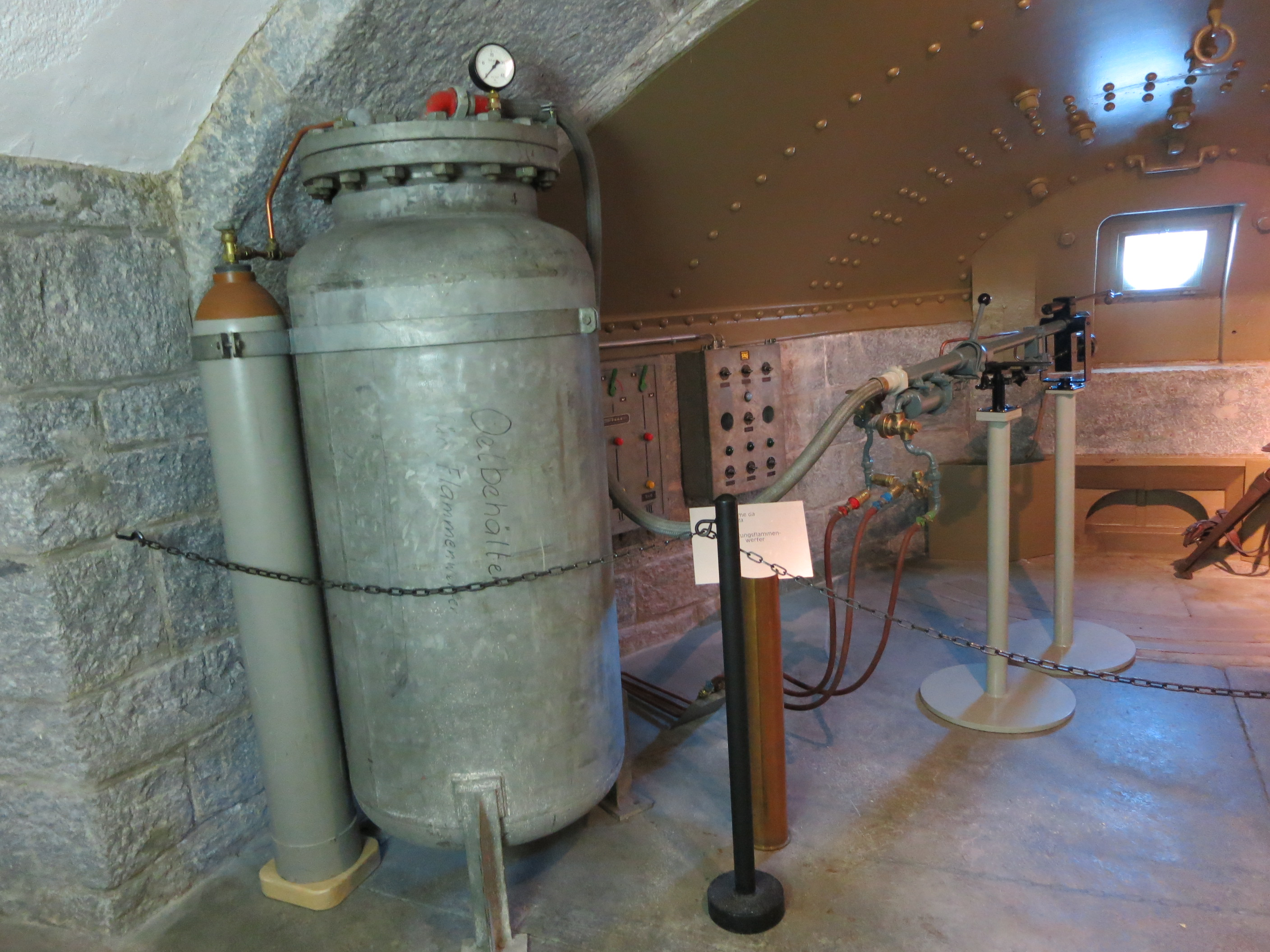
Festungsflammenwerfer, der beim Tunneleingang platziert war

## Vereinigung Freunde des Forte Airolo
Die Vereinigung «Freunde des Forte Airolo» wurde 1991 gegründet. Ihr Zweck ist der Schutz und Erhalt des Forte Airolo als nationales Denkmal der Festungsbaukunst.